# Meretseger (Königin)

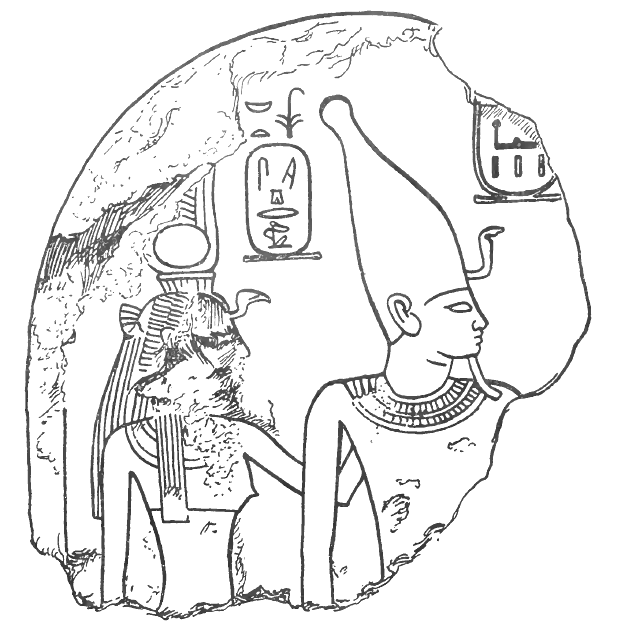
Meretseger mit Sesostris III. auf einer Stele des Neuen Reiches. British Museum, EA846

Meretseger (auch Meresger) ist eine wahrscheinlich fiktive altägyptische Königin und Gemahlin von Sesostris III., der in der 12. Dynastie regierte.
Meretseger trug den Titel „Große königliche Gemahlin“ und ihr Name wurde in einer Kartusche geschrieben. Beides ist für Königinnen erst in der folgenden 13. Dynastie belegt. Meretseger dagegen erscheint nur in Quellen des Neuen Reiches zusammen mit Sesostris III. und ist nicht auf zeitgenössischen Denkmälern belegt. Sesostris III. wurde vor allem in Nubien im Neuen Reich als Gott verehrt, so dass vermutet wurde, dass man ihm eine göttliche Gattin beistellte. 
Meretseger ist auch der Name der Ortsgöttin der thebanischen Nekropole.